# Wenchuan
Wenchuan (en chino, 汶川; pinyin, Wènchuān) es un condado bajo bajo la administración directa de la Prefectura Ngawa. Se ubica al noroeste de la provincia de Sichuan, en el centro de la República Popular China. Su área es de 4084 km² y su población total para 2010 superó los 100 mil habitantes.
La reserva natural de wolong es un área protegida que alberga a más de 150 pandas gigantes en peligro de extinción y se ubicada en este condado.
El área fue el sitio del epicentro y una de las zonas más afectadas del terremoto de Sichuan en 2008 o Terremoto de Wenchuan.

## Administración
Desde octubre de 2022, el condado Wenchuan divide en 9 pueblos administrados en poblados.
- Weizhou 威州镇 (Sede de gobierno)
- Xuankou 漩口镇
- Shuimo 水磨镇
- Yingxiu 映秀镇
- Miansi 绵虒镇
- Wolong 卧龙镇
- Sanjiang 三江乡
- Gengda 耿达乡
- Bazhou 灞州镇

## Toponimia
El topónimo Wenchuan significa 'río Wen', hoy río Min.  En la antigüedad, los caracteres Wen (汶) y Min (岷) eran intercambiables, por lo que río Min (岷江) también se leía como río Wen (汶江). 
Desde la dinastía Han, las divisiones administrativas como Wènjiāng (汶江), Miánsī (绵虒), Wènshān (汶山) y Wènchuān (汶川) recibieron sus nombres por el río Min que fluye en sus territorios. Según las "Crónicas de los condados de Yuanhe" (元和郡县志) el condado de Wènchuān (汶川县) recibió su nombre por su proximidad al río Min.

## Terremoto de Wenchuan
Más información:Terremoto de Sichuan de 2008
El 12 de mayo de 2008, el área fue el sitio del epicentro y una de las zonas más afectadas de Sichuan, llamado terremoto de Wenchuan (汶川 地震). En China el nombre del sismo se le conoce con el nombre del condado y fuera de China se le conoce como sismo de Sichuan. En la provincia, 15.941 personas habían muerto, 34.583 heridos y 7.474 desaparecidos a partir del 6 de junio de 2008. 
Desde el terremoto, el gobierno central ha aumentado la intensidad de la fortificación para el diseño sísmico de la zona.
- Por este condado pasa la Carretera Nacional de China 317 y la Carretera Nacional de China 213.